# 青叶号重巡洋舰
青叶号重巡洋舰为大日本帝国海军建造的青叶级重巡洋舰的首舰。本舰以京都府舞鶴市加佐郡的青叶山命名，舰内神社为青叶山的青叶神社。1926年9月25日下水，活跃于太平洋战争期间，1945年7月28日在吴港空袭中被重创后坐沉，战后被打捞解体。

## 舰历

### 建造背景
两艘古鹰级、以及两艘青叶级重型巡洋舰中，加古、衣笠是在神户川崎造船所建造的，而古鹰、青叶则是在三菱长崎造船所建造。在日本大正時代的日本海军，将7000吨以上的巡洋舰称为一等巡洋舰，不足7000吨的则称为二等巡洋舰（参见大日本帝國海軍艦艇類別變遷）。1922年（大正11年）8月11日，预定建造的两艘一等巡洋舰分别根据古鹰山和衣笠山而进行了命名。10月9日，又决定将原定用于川內級輕巡洋艦的“加古”（根据加古川而来）改用于一等巡洋舰，因此预定中将要建造的一等巡洋舰将会有三艘。1923年（大正12年）9月18日，继之前已经决定了的加古、衣笠、古鹰三艘后，第四艘预定建造的一等巡洋舰根据青叶山命名。
青叶号以暂称舰名第4甲级巡洋舰的名义，于1924年（大正15年）2月4日正式开工建造。1926年（昭和2年）9月25日下水，第五战队（重巡洋舰古鹰、加古，轻巡洋舰川內號輕巡洋艦、由良号轻巡洋舰）参加了下水仪式；仪式由高松宮宣仁親王海军少尉在古鹰号上主持。1927年（昭和2年）9月20日舾装完成。同级姊妹舰衣笠1924年1月23日开工、1925年10月24日下水、1926年9月30日竣工。衣笠虽然正式开工建造的时间要比青叶早，但下水和完工却都比青叶略晚一些。
1922年的《华盛顿海军条约》规定巡洋舰为基准排水量在1万吨以下、火炮口径不得超过8英寸（203.1毫米）。1930年《伦敦海军条约》进一步作出限制，巡洋舰吨位限定为1850吨至1万吨；其中主炮口径超过6.1英寸的为甲级巡洋舰；5.1至6.1英寸的为乙级巡洋舰（1850吨以下的舰艇如果搭载了超过5.1英寸的火炮的话，也被视为巡洋舰）。1930年10月2日，日本作为缔约国之一批准了《伦敦海军条约》，加古级以及青叶级共四艘巡洋舰被划分为甲巡洋舰（重巡洋舰），而日本原有的一等、二等巡洋舰划分的方案因为与这一定义不同，也据此进行了修改。。

### 建成后
1927年9月20日，青叶被编入佐世保镇守府。同年12月1日，青叶与衣笠一同编入第二舰队第五战队。> 第五战队共有一等巡洋舰4艘，旗舰加古，衣笠加入后旗舰变更为衣笠。
1928年12月4日，第五战队参加御大礼特别观舰式（横滨，御召舰为榛名号战列舰）。
1929年11月7日，古鹰脱离第五战队编制，第五战队共有三艘重巡（加古、青叶、衣笠）。
1930年12月1日，加古、衣笠转为后备舰，古鹰重新加入第五战队，此时第五战队共有青叶、古鹰。
1931年12月1日，青叶、古鹰转为后备舰，第五战队编制撤销。
1932年12月1日，青叶、加古、衣笠重新编入第五战队。
1933年5月20日，第五战队编制再次被撤销，青叶、加古、衣笠被编入第六战队。 11月5日加古被转出第六战队，古鹰则转入进来，此时的第六战队包括青叶、古鹰、衣笠。
1934年11月15日，青叶与衣笠转籍入吴镇守府。同日原青叶舰长三川軍一海军大佐改任高雄级3号舰鸟海的舰长。青叶舰长一职由军令部副官伍贺启次郎递补叙任。
1935年11月15日，青叶与衣笠被编入第七战队。
1936年2月15日，古鹰被编入第七战队，此时第七战队共有青叶、衣笠、古鹰，司令为古贺峰一，旗舰为青叶。10月，青叶与衣笠在夜间航行中发生意外碰撞：当时训练结束后青叶、衣笠、古鹰三舰以单纵阵（舰艇排列成单列纵队）航行，本来应该要减速至6节，但衣笠没看到青叶的信号，维持9节航速前进，结果撞上了青叶的舰艉。衣笠的舰艏被撞毁，但除此没有太大的损伤。12月1日，青叶、衣笠、古鹰三艘重巡再次转为预备舰。
1937年中国抗日战争爆发后，青叶参加了对华战争，在上海登陆作战中进行对地支援。
1938年6月3日，原衣笠舰长松山光治海军大佐改任高雄号舰长，时任青叶舰长广濑末人于是临时兼任衣笠舰长。6月15日佐藤勉海军大佐被任命为衣笠新任舰长，广濑不再兼任衣笠舰长一职。同年11月始至1940年10月，青叶开始进行改造，将主炮更换为203毫米火炮。
1940年11月15日，青叶被编入第六战队，此时第六战队拥有三艘重巡（青叶、加古、古鹰）。
1941年3月1日，衣笠也被编入第六战队，此时这两级四艘重巡再次齐聚。9月15日，原第二水雷战队司令五藤存知海军少将转任第六战队司令，青叶正式成为第六战队旗舰。

### 太平洋战争初期
1941年12月8日，太平洋战争爆发后，青叶隶属于日本南洋部队（指挥官为第四舰队司令长官井上成美，旗舰鹿岛号）下的第六战队（指挥官为五藤，第一小队青叶、加古，第二小队衣笠、古鹰），参加了进攻特鲁克环礁以及關島等一系列中太平洋作战。但另一方面，同样发起于12月8日的威克島作战中日军被击退。12月21日，日军再度对威克岛发起进攻，为此日军投入了第二航空战队的两艘航空母舰（飞龙、苍龙），以及第八战队的两艘利根级重巡（利根、筑摩），第17驱逐队的两艘驱逐舰（谷风、浦风）。第六战队的四艘重巡也参加了是次战斗。21日战斗开始，23日岛上的美国海军陆战队投降。
1942年2月海军随军作家海野十三搭乘青叶号，将期间舰上官兵的生活记载了下来，书中有提及舰上的生活条件相当艰苦。
1942年4月，日本为了占领莫尔兹比港，而编成了MO攻略部队（日方对MO作战中意图进行登陆作战的相关舰队、运输船队和海军陆战队的称呼），指挥官依然是第四舰队司令长官井上。第六战队的四艘重巡也都参加了这次作战，与驱逐舰涟一同担任轻型航母祥凤的护卫。这场战斗的主角是航母及其舰载机队伍，其他水面舰艇都没有在目视距离内遇到敌军舰艇，因此青叶在战斗中并没有发挥太大作用，主要出动搭载的水上飞机协助侦察美军的动向。5月7日的空袭中，美军飞机突破了青叶等的防空屏障，集中攻击了祥凤并将其击沉。因为忧虑美军再度发起空袭，第六战队中止打捞落水人员，向北退避。5月8日，第六战队第2小队离开，前往与MO机动部队（日方对MO作战期间参战的正规航母及护航舰艇的称呼）会合，而第1小队（青叶、加古）则继续参加MO攻略部队，一同行动。
5月下旬到6月上旬期间，青叶返回了日本吴港进行休整。中途岛海战后到7月上旬，第六战队各舰都一直在所罗门群岛一带活动。
井上发布SN作战（南太平洋方面对适合建设机场的地方的调查、机场建设工程以及已有机场的强化），第六战队也被投入其中参加各项任务。7月14日，第六战队与第18战队以及一批驱逐舰一同被编列为新的外南洋部队。

### 瓜达尔卡纳尔岛战役
1942年8月7日，第六战队为了对日军在新几内亚的进攻以及SN作战进行支援，第一小队（青叶、加古）正在向阿德默勒尔蒂群岛进发，第二小队则驶往拉包尔。就在同一天，以美国海军陆战队为主力的大批盟军部队登陆瓜达尔卡纳尔岛（下简称瓜岛）以及周边岛屿，瓜達爾卡納爾島戰役爆发。得知这一消息的第六战队司令五藤没有向上级请示，而是当即决定中止原定的计划，第六战队的4艘重巡立即火速返回拉包尔，与第八舰队司令长官三川军一（曾任青叶舰长）海军中将的旗舰鸟海号重巡会合。到当天傍晚，在拉包尔已经聚集起了8艘战斗舰艇（5艘重巡、2艘轻巡、1艘驱逐舰）。这支临时拼凑出来的舰队没有进行事先的夜间列队航行和转向演练，就这么直接往瓜岛进发。
萨沃岛海战发生于1942年8月8-9日夜间。8日早上，这支由三川率领的舰队放出了4架水上飞机侦察瓜岛及周边的美军动向。其中青叶派出的飞机侦察了瓜岛附近，发回报告称发现“图拉吉岛西南90海里有美军战列舰1艘，图拉吉海峡有重巡1艘、商船4艘、驱逐舰3艘，瓜岛泊地有商船15艘、驱逐舰4艘、轻巡2艘”。第八舰队把这份报告和基地航空队的报告综合起来，作出了瓜岛周边美军有“战列舰1艘、巡洋舰4艘、驱逐舰9艘、运输船15艘”的判断，决心实施夜间突击。在夜战中，青叶的鱼雷发射管被炮弹击中，发生了小规模的火灾，但没有遭受其他严重的损伤。本次战斗中，青叶全舰发射了200毫米主炮弹183发、120毫米高射炮弹84发、25毫米机枪弹190发。
8月9日08:00，第六战队的4艘重巡和三川直接指挥的其他军舰分离，驶向卡維恩。但在10日07:15，航行在青叶后方800米的加古遭到美军潜艇的伏击，被鱼雷击中沉没。当时青叶虽然放出了水上飞机在战队前方进行警戒，但依然没能阻止美军潜艇的攻击。第六战队受到攻击后立即采取反潜的之字形航线前进，此时舰员已经非常疲劳，但是此后一路无事。加古沉没后，第六战队剩下3艘重巡。
8月24-25日，第六战队的3艘重巡与鸟海一起参加东所罗门海战，为增援部队的运输船队护航。不过这次和珊瑚海海战一样，也是航母之间的战斗，青叶在这场战斗中并没有遇到敌人舰艇。
1942年10月，日军为了在瓜岛发动大规模进攻，而准备对岛上部队进行一次重要的补给，同时对岛上的盟军机场进行炮击，意图摧毁机场上的盟军飞机和机场设施，减轻盟军的空中威胁。接受了炮击机场任务的第六战队在10月上旬进行了炮击练习。10月11日，由两艘水上飞机母舰和多艘驱逐舰组成的输送部队先行出发，同时第六战队和第11驱逐队第2小队的两艘驱逐舰组成炮击部队（日方称为挺身攻击队），也在同日稍晚的时候出发。
10月11日深夜，炮击部队接近了萨沃岛，但被埋伏在此地的美军舰队（重巡两艘、轻巡两艘、驱逐舰5艘）拦截，埃斯佩兰斯海角海战爆发。炮击部队根据早前的侦察报告，断定“敌舰队不存在”，又由于当晚能见度很差，将在左舷前方发现的美军舰队误认为是日军先行进发的输送部队，排列在舰队前面的青叶号甚至还向对方发送“我是青叶”的闪光信号。双方接触时伏击的美军正好抢占了T字横头，使得美军可以充分发扬全舰队火炮火力，而日军炮击部队只能用前面舰只的舰艏火力迎敌。毫无准备的炮击部队受到美军的迎头痛击，位置在最前面的青叶最先遭受攻击，上层建筑严重损毁，2号、3号炮塔被摧毁，舰桥前部、主炮方向盘、2号高射炮、水上飞机弹射器、轮机舱遭到损坏。其中最严重的伤害来自于一发从舰桥正面贯穿而过的敌方主炮炮弹，第六战队司令部大量人员死伤，战队司令五藤也受了致命伤，在次日晨伤重死亡。丧失了作战能力的青叶拉起烟雾撤离，共发射主炮弹7发，五藤在内79人战死。
青叶虽然负了重伤，但依然成功撤离。而紧跟在青叶后方的古鹰直接向前突击迎战，代替了青叶承受了接下来的美军舰队火力，终致损伤严重沉没。同时驱逐舰吹雪也在交火中被击沉。次日前来救援的驱逐舰中又有两艘因为美军的空袭而被击沉。
古鹰沉没后，第六战队就只剩下了青叶和衣笠。10月15日下午，青叶返回了特鲁克基地，联合舰队司令长官山本五十六前往慰问，并视察损伤情况。青叶被命中的炮弹中有相当多的哑弹，修理时的造船士官称“假如这些炮弹全部爆炸了的话青叶就一定沉没了”。因为有如此多的哑弹，山本宣称，“这次战斗我很有自信，我们一定没有失败”。10月16日，青叶舰长久宗米次郎海军大佐、古鹰舰长荒木传海军大佐被传唤至联合舰队司令部，向联合舰队参谋宇垣纏海军少将进行海战报告，宇垣后来将败因归结为“事前侦察不充分、第11航空队任务失败、第八舰队司令部对陆地方面的勤务以及所罗门方面的实情并不知晓、氧气鱼雷被诱爆”。
遭受重创的青叶返回日本，10月22日抵达吴市的军港，与在东所罗门海战中受损的战舰一同在吴海军工厂进行修理。修理的内容包括将前舰桥改成三脚桅，改造舰桥，增设防空机枪。同时3号炮塔因为缺乏备用的炮管而被拆除，改为安装一座25毫米3联装机枪。
11月10日，第六战队被解散，需要大修的青叶被移籍至吴镇守府部队。原第六战队仅剩下还能作战的衣笠改为第八舰队直属。11月14日，在瓜岛海战中衣笠被击沉。至此，舰型相似、从计划建造开始就密切相关、建成服役后也基本一起行动的古鹰级和青叶级4艘重巡，就只剩下青叶一艘了。

### 1943年
1943年2月15日，大修完毕的青叶（没有了3号炮塔）被编入第八舰队。当天青叶从吴港出发，20日抵达特鲁克。3月2日，转移到拉包尔，3日又抵达卡维恩，被基地的鱼雷机部队利用来作为鱼雷攻击的练习舰。2-3日间俾斯麦海海战爆发，日军运输船队几近全军覆没。此次战斗后军令部海军大佐高松宮宣仁親王在总结时，认为战斗爆发时基地航空部队却在练习，也是失败原因之一。4月1日，鮫島具重海军中将接替三川担任第八舰队司令。
当联合舰队和第11航空队（东南方面舰队）正在为伊號作戰进行准备之时，4月3日青叶在新爱尔兰岛卡维因的港内遭到美军B-17轟炸機袭击，中弹受创，36人死亡、75人受伤。舰上鱼雷被诱爆，导致青叶损伤严重，被迫在浅滩搁浅。日军尝试派出轻巡川内将青叶拖曳回港，但青叶进水严重，只能派出工作船先行抢修。当时跟随山本一起到了拉包尔准备若号作战的宇垣在日记中记载到：“好不容易才修好的船，刚被派过去，什么都还没做，就又受到了严重的伤害。昨天敌人进行侦察时，（我）就预感到会有危险，建议第八舰队转移锚泊地，结果还没实施，就遭遇了如此不幸的打击。”
4月21日，川内终于能成功拖曳青叶。24日（也可能是25日）青叶被川内拖曳着回到特鲁克，由工作舰明石号接舷进行应急修理。7月25日青叶从特鲁克出发，与运粮船伊良湖号以及两艘驱逐舰一起组队返回日本，8月1日回到吴港。
重新返港的青叶再度接受大修，修理工作一直持续到11月24日。这段时间内日本军方曾经有过对青叶的改装的讨论，或者是航空巡洋舰，或者是伴随高速舰队航行的加油舰，但都没有付诸实施。青叶在维修时前舰桥加装了21号雷达，同时也增设了防空机枪。但是损坏的引擎部分并没有彻底修理，最高航速降低到了28节。

### 第十六战队
1943年11月25日，青叶被编入第一南遣舰队第16战队。12月15日，青叶从吴港出发，途经马尼拉，24日抵达新加坡。因为此时的青叶速度比较慢，也担任了一些运输任务。
1944年2月27日，青叶从新加坡出发。3月上旬，青叶作为第16战队旗舰，与两艘利根级重巡利根、筑摩一起，在战队司令左近允尚正海军少将的指挥下，一同在印度洋执行对同盟国的交通线路的破袭作战。3月15日，青叶回到雅加达，萨一号作战部队解散。4月23日，青叶前去救助触雷的天雾号驱逐舰，24日偕同救上来的天雾舰员回到塔拉卡恩的港口。
1944年6月上旬，青叶作为第16战队旗舰参加了浑作战，和鬼怒号轻巡洋舰以及第27驱逐队一同行动。7月5日，青叶进驻林加泊地，此后在当地从事训练行动。
10月中旬日军开始准备捷號作戰。青叶最初隶属于栗田健男海军中将指挥的第一游击部队，18日凌晨随大部队一起从林加泊地出发。当天下午第16战队改由志摩清英海军中将的第二游击队管辖。20日第16战队抵达文莱。21日尚在澎湖的志摩下令第16战队就近与驻菲律宾的第14方面军联系，向莱特岛运输增援部队。由于战事紧急，而第16战队又需要先从文莱到马尼拉去领取登陆用小艇，然后再到卡加延去搭载增援部队，最后才到莱特岛，左近允决定立即率队出发（此时旗下共有旗舰重巡青叶、轻巡鬼怒、驱逐舰浦波）。第16战队一路上为了防止美军潜艇偷袭，以22節（41每小時）的高速进行之字形移动。这个决定起到了一定的作用，战队在通过巴拉望水道时，美军潜艇鏢鱸号（SS-227）、雅罗鱼号（SS-247）虽然发现了第16战队，但无法占领攻击阵位，未能展开攻击。
23日凌晨，战队还是难逃噩运，在马尼拉湾口西南约70海里处遭遇了鲤鱼号（SS-243）。04:30青叶号观察哨发现右舷45度1500米外有3枚鱼雷的航迹，青叶号舰长山澄忠三郎海军大佐下令右满舵全速前进，但依然被1枚鱼雷命中右舷前部轮机舱处。青叶当即右倾10度，右部轮机停机，18人当场死亡，3人受伤（后1人伤重不治），1人失踪。中雷后损管对舰体进行注水，倾斜一度减少到9度，左后轮机依然可以运作，航速能达到9节。但海水持续涌入，淡水储备也即将告罄，舰上仅剩下2号、10号锅炉还在工作，其余锅炉均已熄火，同时倾斜加大到了11度。05:45轮机全部停转。08:15鬼怒开始拖曳着以7.5节的速度青叶行驶。此时青叶全舰只剩下唯一一台锅炉还在运作。驻马尼拉的第31特别根据地队在收到左近允的求援电报后，从马尼拉湾派出驱潜艇46号和长运丸赶去救援。14时左右，救援队与第16战队会合，并在20:45一同抵达马尼拉湾。22时，心急如焚的左近允在鬼怒上升起将旗，继续执行任务，而青叶就留在当地进行抢修。但现有救援船只排水能力不足，救援工作的进展并不顺利。
24日07:30起，美军对马尼拉先后发起了3波空袭，青叶15人死亡、43时受伤，其中08:15舰艏左舷位置、13:05右舷前部各受到一发近失弹袭击，海水再度大量涌入。10:25青叶被迫向附近发送电报请求支援。当时正好在附近的乙类特设运输船庆州丸响应了电报，13:50赶到青叶旁边，全力协助青叶排水。经过两个多小时的抢救，青叶的进水情况终于得到控制，在晚间被拖曳到马尼拉卡维特港区进行修理。
青叶经过应急修理后，恢复了5节的航行能力，于是接到命令和在雷伊泰灣海戰（又译莱特湾海战）中受伤的重巡熊野一同返回日本。11月6日，青叶、熊野以及第31船团离开圣克鲁斯群岛，当天中午熊野受到美军潜艇伏击，被命中一枚鱼雷，受到重创。本就只能勉强航行的青叶只好向熊野发出“我舰没有拖曳能力”的信号，把熊野留在原地（25日，熊野受到美军空袭，在圣克鲁斯湾沉没）。12月12日，伤残的青叶在历经千辛万苦后终于回到吴港。

### 结局

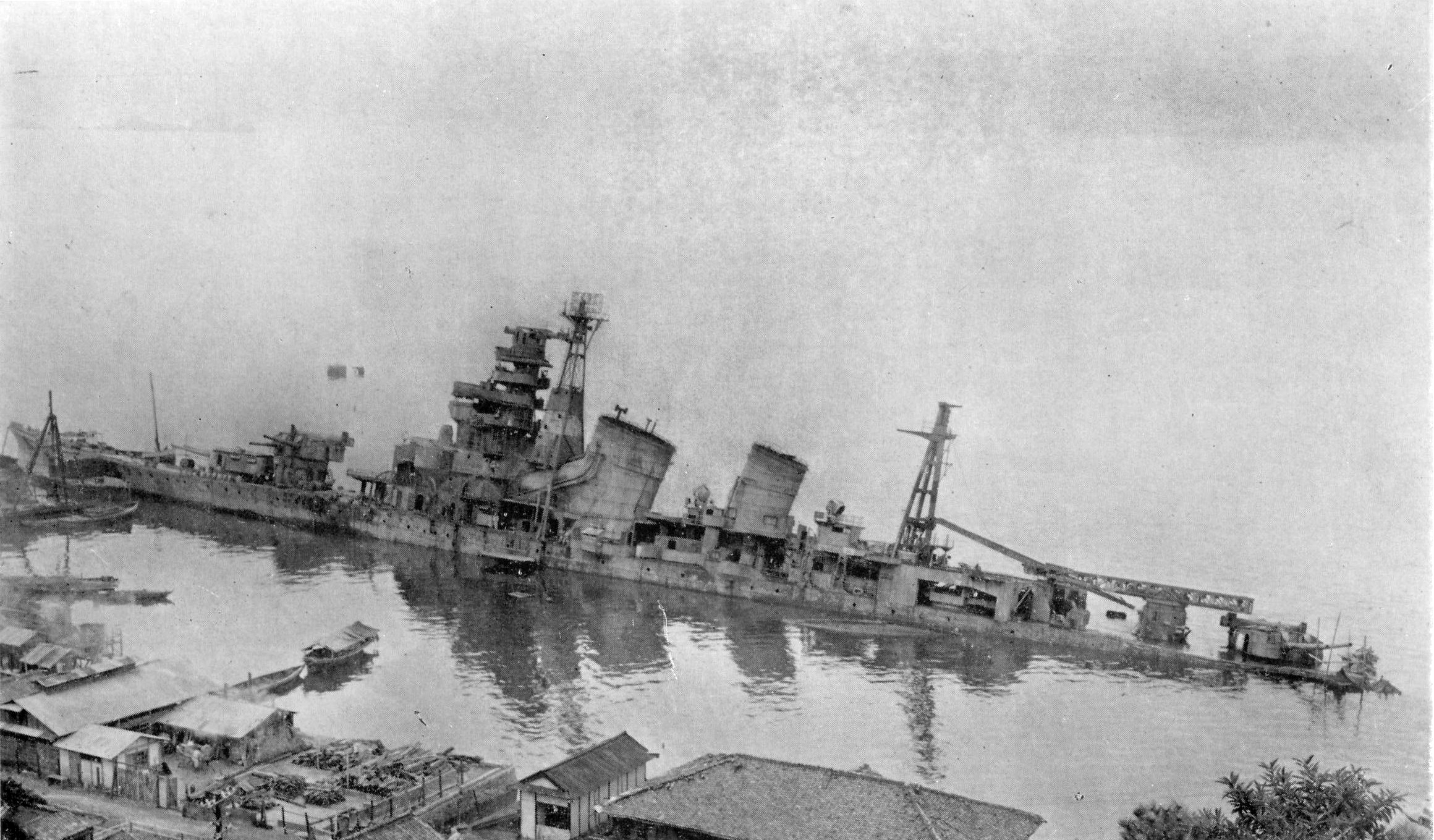
在吴港内坐底的青叶

青叶受到了鱼雷攻击后，预定要进行大修，但工厂方面认为，青叶并未算受到非常严重的损伤，因此没有立即安排修理，而是让青叶停泊在工厂附近，此時艦上載有3架零式三座水上偵察機。
1945年2月下旬，青叶被指定为第一预备舰。
1945年3月开始，美军的航母舰载航空兵多次对吴港进行空袭，青叶也被作为防空炮台而参加对空战斗。
4月20日，青叶被指定为第四预备舰。6月20日，青叶又被指定为特殊警备舰。7月24日，青叶在吴港空袭中被命中1枚炸弹，另有近失弹1枚，7月28日再次被命中炸弹4枚，舰艉几乎被切断，右舷倾斜坐底。
青叶就这么维持着坐底的姿势，迎来了战争的结束。8月15日，转为预备舰。11月20日，青叶被除籍。1946年11月，由播磨造船经手，青叶被解体。
现今，海上自卫队第1术科学校还保留着青叶舰艏装设的菊花纹章，而在吳市海事歷史科學館则有青叶的主炮炮身尾部展出。

## 历任舰长
1. 大谷四郎 大佐：1927年9月20日 - 11月15日
2. 井上肇治 大佐：1927年11月15日 - 1928年12月10日
3. 日暮丰年 大佐：1928年12月10日 - 1929年11月30日
4. 片桐英吉 大佐：1929年11月30日 - 1930年12月1日
5. 古贺峰一 大佐：1930年12月1日 - 1931年12月1日
6. 星野仓吉 大佐：1931年12月1日 - 1932年11月15日
7. 小池四郎 大佐：1932年11月15日 - 1933年11月15日
8. 杉山六蔵 大佐：1933年11月15日 - 1934年2月20日
9. 三川军一 大佐：1934年2月20日 - 1934年11月15日
10. 伍賀啓次郎 大佐：1934年11月15日 - 1935年11月15日
11. 平冈粂一 大佐：1935年11月15日 -
12. 广濑末人 大佐：1937年11月25日 -
13. 秋山胜三 大佐：1939年11月15日 -
14. 森友一 大佐：1940年11月1日 -
15. 久宗米次郎 大佐：1941年7月25日 -
16. （兼）荒木传 大佐：1942年11月10日 - （本职：筑摩舰长）
17. 田原吉兴 大佐：1942年12月31日 -
18. 山森龟之助 大佐：1943年2月24日 - 1944年6月4日[60]
19. 山澄忠三郎 大佐：1944年6月4日[60] - 1945年1月1日[61]
20. （兼）村山清六 大佐：1945年1月1日[61] - 1945年8月15日[62] （本职：吴海军港务部长）

没有注释的条目，参看『艦長たちの軍艦史』90-93頁、『日本海軍史』第9巻・第10巻「将官履歴」。

## 同级舰
- 衣笠号重巡洋舰